# Schottenkerk (Erfurt)
De Schottenkerk of de Kerk van Sint-Nicolaas en Sint-Jacobus (Duits: Schottenkirche; Kirche St. Nicolai und St. Jacobi) is een voormalige kloosterkerk van de Benedictijnen in de binnenstad van Erfurt, Thüringen. De kerk is tegenwoordig een filiaalkerk van de Laurentiusparochie.

## Geschiedenis

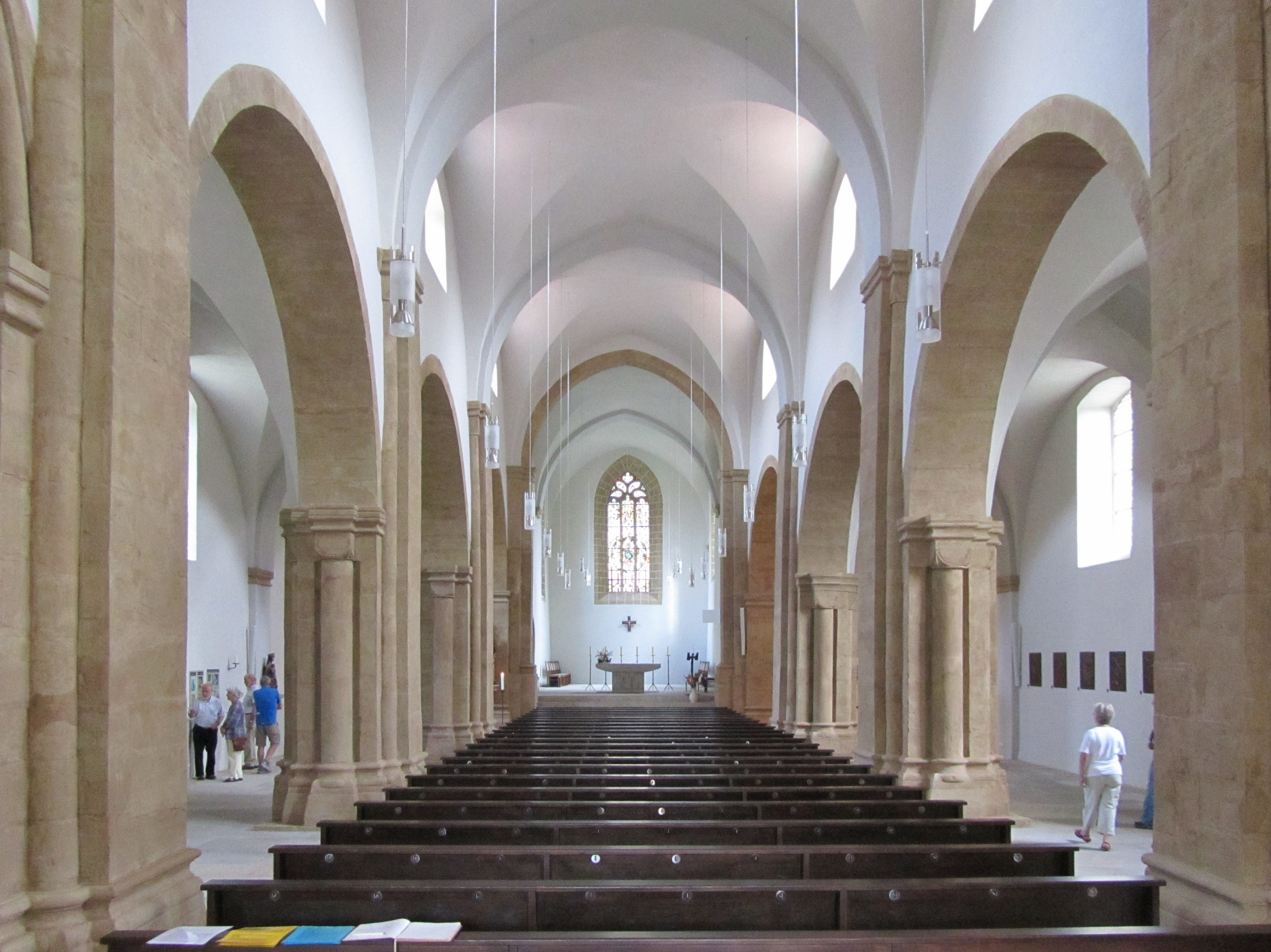
Interieur

De drieschepige basiliek is van romaanse oorsprong en gedeeltelijk gotisch verbouwd.
Het Benedictijnse klooster werd in 1136 als een nevenvestiging van de door de Ier Marianus Scottus gestichte Sint-Jacobusabdij in Regensburg door Walter von Gleisberg opgericht, waarvan de grafplaat in de kerk staat opgesteld. Het toont de afbeelding van de rijksministeriaal en zijn vrouw.
Voor het klooster werd de 16e eeuw een bloeiperiode, nadat Schotse monniken het klooster overnamen. De naam van de kerk herinnert aan de aanwezigheid van de Schotse broeders. De kloostergebouwen werden in 1820 na de secularisatie gesloopt.     
Tot 1200 vond de voltooiing van de kerk plaats. De grote stadsbrand van 1472 in Erfurt verwoestte delen van het kerkgebouw, die vervolgens in gotische stijlvormen werden herbouwd. 
De barokke westelijke gevel werd in de jaren 1720-1729 toegevoegd.   
In 1956 werden de barokke galerijen uit de kerk verwijderd en de vloer tot het oorspronkelijke niveau van de 12e eeuw verlaagd. Doordat in de loop der eeuwen de grond voortdurend werd verhoogd, ligt de vloer van de kerk tegenwoordig ongeveer één meter lager dan de omgeving.   
Sinds 1744 behoort de kerk bij de Nicolaasparochie en sinds 2005 bij de Laurentiusparochie. In 1964 werd de Schottenkerk opnieuw ingewijd en in 1971 kreeg de kerk nieuwe vensters van Charles Crodel.

## Orgel
Op 7 mei 1945, de laatste oorlogsdag, werd bij artilleriebeschietingen de barokke gevel van de kerk getroffen. Het zich daarachter bevindende orgel uit de 18e eeuw werd toen volledig verwoest. Op 31 augustus 1958 volgde de wijding van een nieuw orgel van de orgelbouwer Alexander Schuke uit Postdam. Het sleepladeninstrument bezit 21 registers verdeeld over twee manualen en pedaal en heeft mechanische tracturen.